# Австралийский терьер
Австралийский терьер (англ. australian terrier) — порода собак по 3-й группе МКФ.

## Происхождение
Предположительно, порода австралийский терьер возникла ещё в 1888 году благодаря усилиям селекционеров и была выведена искусственным путём. Но нет достоверных сведений по поводу того, какие именно породы собак использовались для скрещивания при выведении австралийских терьеров. Можно предположить, что в процессе появления на свет данной породы принял участие йоркширский терьер, так как представители этих двух пород имеют очень много общих черт. Так же неизвестно, какая именно страна является родиной этих собак, но впервые они были замечены именно в Австралии, по всей видимости, сюда они были завезены англичанами.

## Внешний вид
- Австралийские терьеры — маленькие, но очень крепкие собачки.
- Шерсть у этих собак прямая, примерно шести сантиметров длиной, жесткая на ощупь с коротким мягким подшерстком.
- Их окрас голубой или темный серо-голубой, с ярко-рыжим на морде, ушах, нижней части тела, нижней части ног, на лапах и вокруг анального отверстия. Либо чистый песочный или красный по всему телу без зачернений. Белые пятна в области груди или на лапах, считаются существенным недостатком при любом окрасе.
- Нос принципиально должен быть чёрным, треугольник носовой части должен быть абсолютно лишен волосяного покрова.
- Глаза маленькие, овальной формы, с умным выражением, тёмного коричневого цвета, хорошо расставлены, не выпучены.
- Желательный рост кобеля — 25 см, суки немного меньше[1].
- Желательная масса кобеля — 6,5 кг, суки немного меньше[1].

## Характер
Австралийские терьеры — весьма необычные собаки. Изначально данная порода была выведена как охотничья, однако позже её стали использовать и как сторожевую, так как её представители обладают превосходным чутьём и прекрасным зрением, обнаружив постороннего человека, они начинают громко лаять, оповещая хозяина о появлении чужака. Эти собаки обладают веселым и дружелюбным нравом, благодаря своим миниатюрным размерам, вполне приспособлены для жизни в городе. Однако им требуются частые прогулки и подвижные игры для сохранения хорошего настроения и здоровья. Они прекрасно поддаются обучению и с легкостью запоминают команды.
Очень умные, надёжные, храбрые собаки. Австралийские терьеры преданны своим хозяевам.

## Уход
Такие собаки, как австралийские терьеры, совершенно неприхотливы. Они являются обладателями жесткой густой шерсти средней длины, которую нужно регулярно расчесывать. 